# Grain Heads
Grain Heads är en kulle i Storbritannien.   Den ligger i kommunen Scottish Borders och riksdelen Skottland, i den centrala delen av landet, 500 km norr om huvudstaden London. Toppen på Grain Heads är 532 meter över havet.
Terrängen runt Grain Heads är kuperad åt nordväst, men åt sydost är den platt.Runt Grain Heads är det glesbefolkat, med 16 invånare per kvadratkilometer. Närmaste större samhälle är Livingston, 14,9 km nordväst om Grain Heads. Trakten runt Grain Heads består i huvudsak av gräsmarker.